# Louis Fould
Pour les autres membres de la famille, voir Famille Fould.
Louis Fould, né le 24 juillet 1794 à Paris et mort dans la même ville le 20 avril 1858, est un banquier et collectionneur d'art français.

## Biographie
Louis Fould est né à Paris le 24 juillet 1794, il est le troisième fils de Beer Léon Fould et de Charlotte Brulhen (née en 1766 à Bamberg et morte le 24 avril 1818 à Paris
Il est marié à Adèle Brull (Bamberg, 1809 - 6 août 1839). Ils seront les parents de :
- Louise Fould (Paris, 17 mars 1830 - Paris, 1882), qui a épousé Henri Louis Thuret[1] (1811-1871) le 22 janvier 1851[2], frère de Gustave Thuret ;
- Mathurin Édouard Fould[2].

En 1863, il fonde avec son fils Édouard l'équipage de chasse à courre « Vautrait Fould », au château de Béguin (Lurcy-Lévis).
Louis Fould possédait une collection d'antiques et d'art oriental, conservée dans son hôtel particulier de la rue de Berri à Paris.
Il est mort le 20 avril 1858 à Paris. Il est inhumé dans le carré juif du cimetière du Père-Lachaise, dans le caveau de la famille Fould.

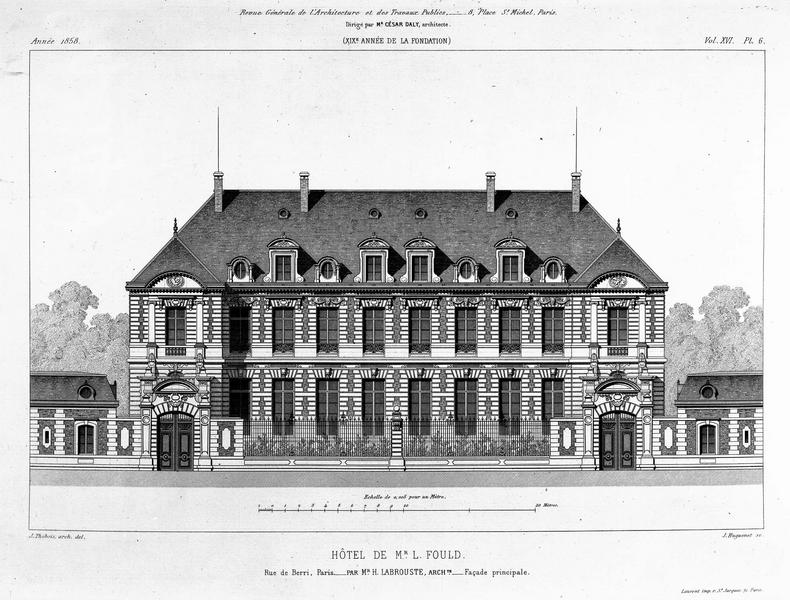
Hôtel de M. L. Fould, rue de Berri à Paris par Henri Labrouste (détruit), gravure parue dans la Revue générale de l'architecture et des travaux publics en 1858.
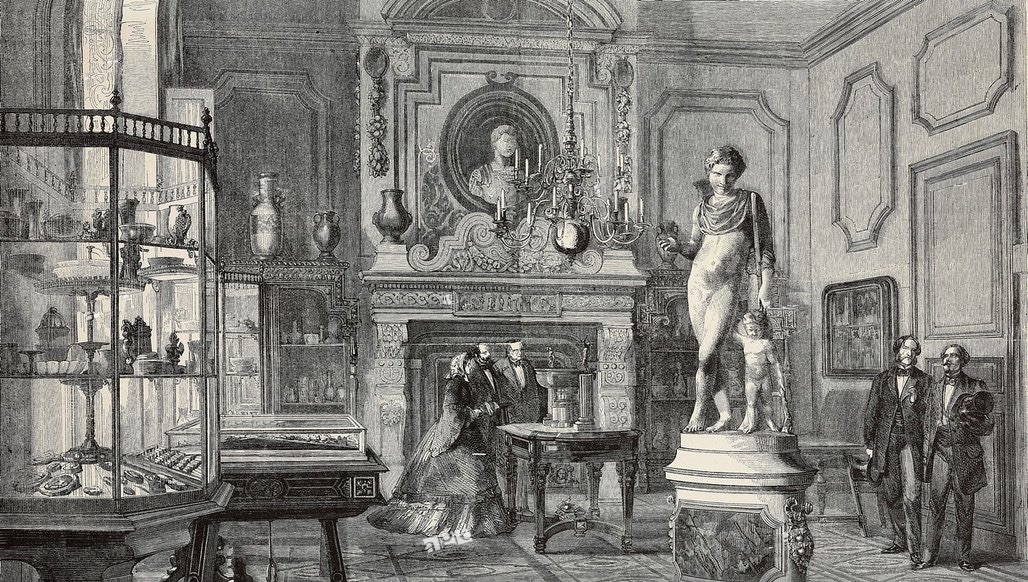
La collection d'art de Louis Fould, gravure parue dans L'Illustration en 1860.